# Reparto comando e supporti tattici "Tridentina"
Il Reparto comando e supporti tattici "Tridentina", dislocato a Bolzano, è l'unità militare italiana alle dirette dipendenze del Comando della Divisione "Tridentina" che ha il compito di assicurarne il supporto logistico e le comunicazioni.

## Storia
Il reparto costituito come Reparto Comando del Comando Truppe Alpine, ha successivamente assunto successivamente l'attuale denominazione.
Il Reparto comando e supporti tattici "Tridentina" trae origine dal Quartier Generale del IV Corpo d'armata del Regio Esercito e dal Quartier Generale del Corpo d'armata alpino costituitosi nel 1939 alla vigilia della seconda guerra mondiale e sciolto in seguito alle vicende che hanno seguito l'armistizio dell'8 settembre.
Nel 1952 venne costituito il Quartier Generale del IV Corpo d'armata, che nel 1973 assunsee la denominazione di Quartier Generale del IV Corpo d'armata alpino e nel 1976 di Quartier Generale del 4º Corpo d'armata alpino, in conseguenza del cambio di numerazione dai numeri romani ai numeri arabi.
Nel 1982 l'unità venne trasformata in Reparto Comando del 4º Corpo d’Armata e, in seguito all'adozione del nuovo modello di difesa,  nel 1997 in Reparto Comando delle Truppe Alpine.
Il Reparto, sia come Comando delle Truppe Alpine, sia come Reparto comando e supporti tattici "Tridentina" è stato impiegato in numerose operazioni ed esercitazioni svolte, in particolare, in Alto Adige, in Sardegna, in Calabria, in Friuli e in Valtellina e fornisce personale, mezzi e materiali alle unità delle Truppe Alpine che sono state o sono attualmente impiegate in operazioni fuori area, nelle missioni svolte in tutti i Teatri Operativi quali i Balcani, l'Afghanistan, il Mozambico el'Iraq.

## Struttura
Il Reparto, alimentato con personale volontario, è unità di supporto destinata al sostegno logistico ed alla sicurezza del Comando Truppe Alpine sia in guarnigione, sia nei teatri operativi e si occupa del mantenimento in efficienza delle strutture logistico-addestrative.
Il reparto è costituito da:
- Compagnia Comando e Supporto Logistico,
- Compagnia Servizi.